# Aiguamúrcia
Aiguamúrcia är en kommun i Spanien. Den ligger i provinsen Província de Tarragona och regionen Katalonien, i den östra delen av landet, 400 km öster om huvudstaden Madrid. Antalet invånare är 906. Arean är 73 kvadratkilometer. Aiguamúrcia gränsar till El Montmell, El Pla de Santa Maria, Querol, Vila-rodona, Pontóns och El Pont d'Armentera.
Terrängen i Aiguamúrcia är kuperad åt nordost, men åt sydväst är den platt.